# 曾慶裕
曾慶裕（1965年11月22日—），現任中華民國大專院校體育總會副會長，天主教輔仁大學教育學院院長，亞洲大學運動總會（AUSF）副會長，國際大學運動總會（FISU）執行委員。

## 學歷
上海體育學院社會人文博士、台北體育學院體育研究所理學博士

## 經歷
- 新竹市西門國小少棒隊
- 台北市華興中學青少棒隊
- 台北市華興中學青棒隊
- 輔仁大學棒球隊（養樂多）
- 輔仁大學體育學系教授
- 輔仁大學棒球隊（中興保全）教練
- 輔仁大學棒球隊（中興保全）總教練
- 中華民國大專院校體育總會秘書長（2009年～2022年）
- 中華民國棒球協會第10屆理事（2011年～）
- 中華民國棒球協會常務理事（2015年～）
- 亞洲大學運動總會（AUSF）副會長
- 新北市輔仁大學教育學院院長
- 國際大學運動總會（FISU）執行委員（2019年～）
- 中華民國大專院校體育總會副會長（2022年～）